# Code pénal (Monaco)
Pour les articles homonymes, voir Code pénal.
Le Code pénal est un code juridique regroupant l'ensemble des règles de droit pénal actuellement en vigueur dans la principauté de Monaco. Le dernier est introduit en 1968.

## Histoire
Sous l'intiative du prince Charles III, les codes juridiques de la Principauté, qui remontent à 1815, sont progressivement refondus,,. Ils étaient, en effet, la réunion en corps de lois des principaux articles des codes français et des dispositions des anciennes ordonnances princières. Après l'introduction d'un nouveau Code d'instruction criminelle, le Code pénal est ainsi élaboré durant l'année 1874,. Le marquis de Bausset-Roquefort, président du Tribunal supérieur et membre du Conseil d'État, en coordonne les textes et rédige le projet primitif ; puis, le Conseil d'État procède à la discussion des articles et y consacre un grand nombre de séances avec des débats dirigés par le baron Édouard Imberty. Le prince revoit, quant à lui, les articles projetés et plusieurs dispositions sont soumises à une seconde délibération du Conseil d'État. Ce Code pénal réunit alors 485 articles et se met en cohérence avec le droit français et le droit italien. Par ordonnance souveraine du 19 décembre 1874, ses dispositions deviennent exécutoires à partir du 1er janvier 1875. Une innovation remarquée : le code introduit un délit pour le duel puni de peines variables,,.

## Structure actuelle
| Hiérarchie | Subdivision                                        | Intitulé | Articles         |
| ---------- | -------------------------------------------------- | --- | ---------------- |
| 1          | Livre I                                            | Dispositions préliminaires                                                                                        | 1er - 40-8       |
| 1.1        | Titre unique                                       | Des peines en matière criminelle, correctionnelle et de simple police                                             | 5 - 40-8         |
| 1.1.1      | Chapitre Ier                                       | Des peines en matière criminelle                                                                                  | 15 - 24          |
| 1.1.2      | Chapitre II                                        | Des peines en matière correctionnelle                                                                             | 25 - 27          |
| 1.1.3      | Chapitre III                                       | Des peines de simple police                                                                                       | 28 - 29 bis      |
| 1.1.4      | Chapitre III bis                                   | Des peines criminelles correctionnelles et contraventionnelles concernant les personnes morales                   | 29-1 - 29-8      |
| 1.1.5      | Chapitre IV                                        | Des autres condamnations qui peuvent être prononcées par les juridictions répressives                             | 30 - 37-3-1      |
| 1.1.6      | Chapitre V                                         | Des peines de la récidive pour crimes et délits                                                                   | 38 - 40          |
| 1.1.7      | Chapitre VI                                        | De l'injonction de soins                                                                                          | 40-1 - 40-3      |
| 1.1.8      | Chapitre VII                                       | De l'interdiction de séjour                                                                                       | 40-4 - 40-8      |
| 2          | Livre II                                           | Des personnes punissables, excusables ou responsables pour crimes ou pour délits                                  | 41 - 49          |
| 2.1        | Chapitre Ier                                       | Des personnes punissables                                                                                         | 41 - 43          |
| 2.2        | Chapitre II                                        | Personnes excusables                                                                                              | 44 - 47          |
| 2.3        | Chapitre III                                       | Personnes civilement responsables                                                                                 | 48 - 49          |
| 3          | Livre III                                          | Des crimes et délits et de leur répression                                                                        | 50 - 414-2       |
| 3.1        | Titre I                                            | Crimes et délits contre la chose publique                                                                         | 50 - 219-4       |
| 3.1.1      | Chapitre Ier                                       | Crimes et délits contre la sûreté de l'état                                                                       | 50 - 71-1        |
| 3.1.2      | Chapitre II                                        | Attentats à la liberté                                                                                            | 72 - 76-1        |
| 3.1.3      | Chapitre III                                       | Crimes et délits contre la paix publique                                                                          | 77 - 219-4       |
| 3.2        | Titre II                                           | Crimes et délits contre les personnes, les propriétés et les animaux                                              | 220 - 391        |
| 3.2.1      | Chapitre Ier                                       | Crimes et délits contre les personnes                                                                             | 220 - 308-6      |
| 3.2.2      | Chapitre II                                        | Crimes et délits contre les propriétés                                                                            | 309 - 389-19     |
| 3.2.3      | Chapitre III                                       | Délits contre les animaux                                                                                         | 390 - 391        |
| 3.3        | Titre III                                          | Du terrorisme | 391-1 - 391-12-1 |
| 3.4        | Titre IV                                           | Délits en matière de circulation de véhicules terrestres                                                          | 391-13 - 391-16  |
| 3.5        | Titre V                                            | Dispositions générales                                                                                            | 391-17 - 414-2   |
| 3.5.1      | Chapitre Ier                                       | De la définition de certaines circonstances entraînant l'aggravation ou l'atténuation des peines                  | 391-17 - 392-4   |
| 3.5.2      | Chapitre II                                        | Du sursis | 393 - 395        |
| 3.5.3      | Chapitre III                                       | De la liberté d'épreuve                                                                                           | 396 - 405        |
| 3.5.4      | Chapitre IV                                        | De l'exécution fractionnée de certaines peines d'emprisonnement, de la semi-liberté et du placement à l'extérieur | 406 - 408        |
| 3.5.5      | Chapitre V                                         | De la libération conditionnelle                                                                                   | 409 - 414        |
| 3.5.6      | Chapitre VI                                        | De l'ajournement du prononcé de la peine et de la dispense de peine                                               | 414-1 - 414-2    |
| 4          | Livre IV                                           | Contraventions de simple police                                                                                   | 415 - 423        |
| 4.1        | Section I                                          | Première classe                                                                                                   | 415 - 416        |
| 4.2        | Section II                                         | Deuxième classe                                                                                                   | 417 - 418        |
| 4.3        | Section III                                        | Troisième classe                                                                                                  | 419 - 420        |
| 4.4        | Section IV                                         | Quatrième classe                                                                                                  | 421 - 423        |
| 4.4.1      | Dispositions communes aux trois sections ci-dessus | Dispositions communes aux trois sections ci-dessus                                                                | 422 - 422-2      |
| 4.4.2      | Disposition générale                               | Disposition générale                                                                                              | 423              |